# Götzer Berge
Götzer Berge ist ein bewohnter Gemeindeteil im Ortsteil Götz der Gemeinde Groß Kreutz (Havel) im Landkreis Potsdam-Mittelmark in Brandenburg.

## Geografische Lage
Der Gemeindeteil liegt rund fünf Kilometer nordwestlich des Gemeindezentrums. Nördlich fließt die Havel von Osten kommend in westlicher Richtung vorbei. Östlich liegt der weitere Ortsteil Deetz, südwestlich der Ortsteil Götz. Im Westen erhebt sich in einem Waldgebiet der 108,6 m ü. NHN Meter hohe Götzer Berg. Die östlich gelegenen Flächen werden landwirtschaftlich genutzt und durch den Graben L 080 in die Havel entwässert. Im Osten befinden sich auch einige mit Grundwasser gefüllte Restlöcher, die durch den Abbau von Ton im 19. Jahrhundert stammen.

## Geschichte
In der Mitte des 19. Jahrhunderts entstanden auf der Gemarkung mehrere Abbauten, auf denen drei Ziegeleien errichtet wurden. Eine von ihnen wurde 1906 als Götzerberg bezeichnet.